# ТЕЦ CUP-2
12°45′15″ пн. ш. 101°9′50″ сх. д. / 12.75417° пн. ш. 101.16389° сх. д.
ТЕЦ CUP-2 — теплоелектроцентраль у тайській провінції Районг.
У 2008 році на майданчику станції став до ладу парогазовий блок комбінованого циклу потужністю 113 МВт, в якому дві газові турбіни потужністю по 38 МВт живлять через відповідну кількість котлів-утилізаторів одну парову турбіну з показником у 38 МВт.
Станція постачає підприємствам індустріальної зони до 170 тонн пари на годину, при цьому з метою забезпечення стабільності поставок встановлено допоміжний котел продуктивністю 50 тонн пари на годну.
Як паливо станція використовує природний газ (в тій же індустріальній зоні знаходяться ГПЗ Районг, через який проходить продукція родовищ Сіамської затоки, та термінал для імпорту ЗПГ Мап-Та-Пхут).
Власником станції є Global Power Synergy Public Company Limited (GSPC, електроенергетичний підрозділ тайського державного нафтогазового концерну PTT).